# ورم البطانة العصبية لدى الأطفال
تتشابه أورام البطانة العصبية لدى الأطفال بشكل طبيعي مع شكل البالغين من أورام البطانة العصبية حيث يعتقد العلماء أنها تنشأ من الخلايا الدبقية الشعاعية المبطنة للجهاز البطيني . ومع ذلك، فإنها تختلف عن الأورام البطانية العصبية البالغة التي تتأثر فيها الجينات والكروموسومات في أغلب الأحيان، ومنطقة الدماغ التي توجد فيها بشكل متكرر، وتشخيص المرضى. تم العثور على الأطفال الذين يعانون من أمراض وراثية معينة، مثل الورم العصبي الليفي من النوع الثاني (NF2) ، وهم أكثر عرضة للإصابة بهذه الفئة من الأورام، ولكن لا يزال هناك ارتباط وراثي راسخ. تتنوع الأعراض المرتبطة بتطور الأورام البطانية العصبية لدى الأطفال، وتشبه إلى حد كبير أعراض عدد من أورام الدماغ الأخرى لدى الأطفال بما في ذلك القيء والصداع والتهيج والخمول والتغيرات في المشي . على الرغم من أن الأطفال الأصغر سنًا والأطفال الذين يعانون من أنواع الأورام الغازية يعانون بشكل عام من نتائج أقل ملاءمة، إلا أن الإزالة الكاملة للأورام هي أكثر العوامل التنبؤية وضوحًا لكل من البقاء والانتكاس .

## علم الأحياء الأساسي

### خلية المنشأ
يعتقد العلماء أن الأورام البطانية تنشأ من الخلايا الدبقية الشعاعية . Tumorspheres المستمدة من ورم بطاني عصبي عرض-الدبقية شعاعي مثل النمط الظاهري ، معربا عن الخلايا العصبية الجذعية علامات خلية CD133 و nestin ، وكذلك شعاعي علامات محددة الدبقية RC2 والبروتين الدهني الدماغ ملزمة (BLBP / FABP7 ). تشكل الأورام ذات الخصائص الدبقية الشعاعية أورامًا في طرز الفئران xenografts ، مما يشير إلى الدبقي الشعاعي كخلايا المنشأ للأورام البطانية العصبية .  

### ميراث
يرتبط عدد من المتلازمات الجينية بتطور الورم البطاني العصبي ، من ضمنها الورم الليفي العصبي من النوع الثاني (NF2) ، ومتلازمة توركوت B ، ومتلازمة MEN1 . ومع ذلك، نادرًا ما توجد الطفرات الجينية المرتبطة بالمتلازمات العائلية في حالات مختلفة من الورم البطاني العصبي .  على سبيل المثال، NF2 الطفرات نادرا ما لوحظ في ورم بطاني عصبي و MEN1 الطفرات قد وجدت فقط في عدد قليل من الحالات من بطاني عصبي تكرار.    

### الآفات السرطانية
ERBB2 ، ERBB4 ، و التيلوميراز البشري عكس الناسخ ( TERT ) التعبير الجيني تعزيز انتشار الخلايا السرطانية، والمساهمة في السلوك العدواني الورم.    يرتبط التعبير المرتفع لمستقبلات عامل نمو البشرة ( EGFR ) بنتيجة غير مواتية. الإفراط في التعبير عن الحيز الحركي البروتينات وأسفل تنظيم ميتالوثيونين ترتبط مع تكرار في ورم بطاني عصبي .  تم العثور على KIT مستقبلات التيروزين كيناز والفوسفو - KIT في الأورام البطانية العصبية لدى الأطفال وقد تشارك في تكوين الأوعية الدموية المرتبطة بهذه الأورام. 

### تغييرات الكروموسومات
أظهرت تجارب التهجين الجينومي المقارن (CGH) أن الأورام البطانية العصبية لدى الأطفال تمتلك عددًا من التشوهات الجينومية غير المرئية والملحوظة في الأورام البطانية العصبية لدى البالغين.  بالإضافة إلى ذلك، يمكن تمييز الأورام البطانية العصبية من مواقع مختلفة داخل الجهاز العصبي المركزي (العمود الفقري، فوقي، والجسيم ) عن طريق الاختلافات في الكروموسومات ، المناعية ، والتعبير الجيني .
يعد تضخيم الكروموسوم 1q وفقد 6q و17 p و22 q أكثر التغيرات الكروموسومية العددية إنتشارا في الأورام البطانية العصبية لدى الأطفال.    اكتساب كروموسوم 1q (1q21.1-32.1) أكثر انتشارا في الأطفال، ويرتبط بتكرار الورم في الأورام البطانية داخل الجمجمة . إضافة إلى ذلك، تم العثور على اكتساب كروموسوم 1q25 لقيمة النذير المستقلة للبقاء خالية من التكرار والبقاء بشكل عام.  تم العثور على فقدان 22q في كل من الحالات المتفرقة والعائلية ، مما يدعم وجود جين مثبط للورم في هذا الموقع.   ومع ذلك، فإن فقدان 22q أكثر إنتشارا في شكل البالغين من حالات الأطفال.  بما أن NF2 يقع على 22q12.2 ، فقد افترض أنه مشارك في تطوير ورم البطانة العصبية. على الرغم من أن الطفرات في NF2 نادرًا ما توجد في الأورام البطانية المتفرقة بخلاف شكل العمود الفقري،   SCHIP1 ، الجين المتفاعل NF2 ، يتم تنظيمه بشكل كبير في الأورام البطنية لدى الأطفال، مما يدعم دور مسار NF2 في بدء الأورام البطانية. . 

### الجينات الورمية والجينات الكابتة للورم
تم العثور على مجموعة متنوعة من الجينات السرطانية وجينات قمع الورم لتكون متحورة أو تمتلك تعبيرًا متغيرًا في الأورام البطانية العصبية لدى الأطفال. تم اقتراح مستقبلات KIT التيروزين كيناز والفوسفو - KIT للعب دور في تطور الأورام البطانية العصبية لدى الأطفال،  تم العثور على طفرات NOTCH1 في ما يقرب من 8 ٪ من الأورام البطنية العصبية للأطفال،  وطفرات MEN1 توجد أحيانًا في الأورام البطنية لدى الأطفال .  يبدو أن MMP2 و MMP14 يلعبان أيضًا دورًا في نمو الورم وتطوره في الحالات داخل الجمجمة .  تم تحديد اثنين من الجينات المرشحة، TPR و CHIBBY ، في مناطق الكروموسومات المتغيرة بشكل شائع في أورام البطانة العصبية لدى الأطفال، والكروموسومات 1q25 والكروموسوم 22q12-q13 .  تم العثور أيضًا على التعبير عن جينين مرشحين إضافيين، S100A6 و S100A4 على الكروموسوم 1q يتوافق مع تطور الورم فوق الثانوي والأورام التي تحدث قبل سن 3 سنوات، على الرغم من أنه من غير الواضح بالضبط الدور الذي تلعبه هذه الجينات في المسببات . 

### تطور الورم
وقد اقترح أن الأورام البطانية أن تنشأ من الخلايا الدبقية الشعاعية، مما يشير إلى أن مسارات صيانة الخلايا الجذعية العصبية مثل الشق، القنفذ الصوتي (SHH) ، و p53 مهمة في التسبب في الأورام البطانية العصبية. 
يتم تنظيم مسار إشارات الشق وعائلة HOX من عوامل النسخ حتى في أورام البطانة فوق المفصلية والعمود الفقري على التوالي.  الإفراط في التعبير عن الشق بروابط ، مستقبلات ، والجينات المستهدفة ( HES1 ، HEY2 ، و MYC )، وكذلك أسفل تنظيم الشق كاظمة (Fbxw7) تم العثور في بطاني عصبي الأطفال.  تثبيط مسار الشق يضعف نمو الورم في المختبر . يتم تحقيق هدف الشق ErbB2 في معظم الأورام البطانية العصبية، وترتبط بنتائج ضعيفة. 
بينما لا يتم ملاحظة الطفرات p53 ( TP53 ) غالبًا في ورم البطانة العصبية لدى الأطفال،  يُقترح مسار p53 للعب دور في مقاومة العلاج الإشعاعي  وتطور الورم،  ربما عن طريق الإفراط في التعبير عن MDM2 .  علاوة على ذلك، تم العثور على تنظيم أعلى ل p73 ( TP73 ) ، تجانس p53 ، وحذف جين مسار p53 p14arf / p16 / INK4A ( CDKN2A ) في الأورام البطانية لدى الأطفال. 
يشير الإفراط في التعبير عن مكونات مسار SHH مثل GLI1 و GLI2 و STK36 إلى إلغاء تنظيم مسار SHH في الأورام البطانية العصبية.  علاوة على ذلك، فإن الإفراط في التعبير عن SHH يستهدف IGFBP2 و IGFBP3 و IGFBP5 في الورم البطاني العصبي يشير أيضًا إلى دور SHH وعامل نمو يشبه الأنسولين (IGF) في التسبب في الأورام البطنية العصبية لدى الأطفال. 